# Wilhelm Küchelbecker
Wilhelm Küchelbecker (tiếng Nga:: Вильге́льм Ка́рлович Кюхельбе́кер, 21 tháng 6 năm 1797 – 23 tháng 8 năm 1846) – là nhà thơ, nhà văn Nga, bạn học của nhà thơ Puskin, người tham gia khởi nghĩa Tháng Chạp.

## Tiểu sử
Wilhelm Küchelbecker sinh ở Saint Petersburg trong một gia đình quý tộc gốc Đức. Tuổi thơ sống ở Livland vùng Baltic. Năm 1808 học trường Pasion ở Võru (nay là Estonia). Từ năm 1811 được nhận vào học tại Tsarskoye Selo Lyceum cùng với Puskin. Sớm bộc lộ năng khiếu thơ ca và bắt đầu in thơ từ năm 1815 ở một số tạp chí. Năm 1817 tốt nghiệp Lyceum Hoàng thôn với huy chương bạc.
Sau khi học xong Lyceum Hoàng thôn, Küchelbecker làm việc ở Bộ Ngoại giao, dạy tiếng Nga và tiếng Latin ở trường Sư phạm. Tháng 8 năm 1820 đi sang Đức và Pháp. Năm 1821 đọc các bài giảng về ngôn ngữ Slavơ và văn học Nga ở Paris nhưng bị Đại sứ quán Nga phản đối nên Küchelbecker quay trở về Nga. Những năm 1821 – 1822 ông phục vụ ở vùng Kapkage dưới quyền tướng Ermolov. Tháng 7 năm 1823 ông trở về Moskva dạy học và năm 1825 trở về Saint Petersburg.
Wilhelm Küchelbecker tham gia cuộc khởi nghĩa Tháng Chạp ngày 14 tháng 12 năm 1825. Sau khi cuộc khởi nghĩa bị đàn áp, ông chạy ra nước ngoài nhưng một tháng sau bị bắt ở Warszawa và bị dẫn độ về Saint Petersburg. Tháng 7 năm 1826 ông bị xử tù 20 năm và bị đày đi nhiều nơi khác nhau. Tháng 3 năm 1846 ông được phép đến Tobolsk để chữa bệnh.
Wilhelm Küchelbecker mất ngày 23 tháng 8 năm 1846 ở Tobolsk vì bệnh lao phổi. Phần nhiều thơ của ông trong một thời gian dài không được biết đến và chỉ được in đầy đủ thời Xô Viết.

## Tác phẩm
- Разлука, 1817
- Поэты, 1820
- Смерть Байрона», 1824
- К Прометею, 1820; 1926
- Тень Рылеева», 1827
- Аргивяне», 1822—1825
- Греческая песнь, 1821; 1939
- Прокофий Ляпунов», 1834
- Ижорский» (опубл. 1835, 1841, 1939)
- Вечный жид», (опубл. 1878)
- Последний Колонна», роман (1832—1843; опубл. в 1937 году)
- Дневник» (написан в заключении, опубл. в Ленинграде в 1929 году)
- Собрание стихотворений декабристов. — Лейпциг, 1862. — Т. 2.
- Избранные произведения: В 2 т. — М., 1939
- Избранные произведения: В 2 т. — М.; Л., 1967

## Một vài bài thơ
| Thức tỉnh Sự quên lãng tốt lành Bay ra từ mí mắt Hành hạ trong lồng ngực Những hy vọng tan tành. Ngày sau có điều chi? Hoa của ta tàn lụi Ta giờ nghe tiếng gọi Mơ ước của lòng ta! Chúng bay thành đám đông Kỷ niệm mang theo mình Niềm vui và tĩnh lặng Cuộc đời với mùa xuân. Thần hộ mệnh trao tình Thiêng liêng cho ta đó! Bay đi giấc mơ vàng Mùa xuân thì héo úa! Tình yêu của người tù Kẻ mang đến hạnh phúc và đau khổ Có phải ta một lần nữa gặp ngươi? Cả trong bóng đêm ở nơi giam giữ Ngươi đã tìm ra ta đó, tình ơi! Than ôi! Lời chào để làm chi vậy? Nụ cười kia cho ta để chi tình? Tinh cầu của người làm ta ấm lại Liệu đời ta có lần nữa hồi sinh? Không! Thời của những ước mơ đã hết Giờ là lúc của hy vọng, của tình Vì băng giá những gì đau khổ nhất Máu trong người ta giờ bỗng lạnh tanh. Liệu bóng đêm, vẻ hân hoan, ánh sáng Của mắt ích gì cho kẻ tù nhân? Tia sáng tắt trong tiết trời u ám Vẻ đẹp hãy quên kẻ đau khổ cho nhanh! Bản dịch của Nguyễn Viết Thắng | Пробуждение Благодатное забвенье Отлетело с томных вежд; И в груди моей мученье Всех разрушенных надежд. Что несешь мне, день грядущий? Отцвели мои цветы; Слышу голос, вас зовущий, Вас, души моей мечты! И взвились они толпою И уносят за собой Юных дней моих с весною Жизнь и радость и покой. Но не ты ль, Любовь святая, Мне хранителем дана! Так лети ж, мечта златая, Увядай, моя весна! Любовь узника Податель счастья и мученья, Тебя ли я встречаю вновь? И даже в мраке заточенья Ты обрела меня, любовь! Увы! почто твои приветы? К чему улыбка мне твоя? Твоим светилом ли согретый Воскресну вновь для жизни я? Нет! минула пора мечтаний, Пора надежды и любви: От мраза лютого страданий Хладеет ток моей крови. Для узника ли взоров страстных Восторг, и блеск, и темнота?- Погаснет луч в парах ненастных: Забудь страдальца, красота! |